# Rabeprazole
Rabeprazole, được bán dưới tên Pariet trong số những loại khác, là một loại thuốc làm giảm axit dạ dày. Nó được sử dụng để điều trị bệnh loét dạ dày, bệnh trào ngược dạ dày thực quản và sản xuất axit dạ dày dư thừa như trong hội chứng Zollinger giật Ellison. Nó cũng có thể được sử dụng kết hợp với các loại thuốc khác để điều trị Helicobacter pylori. Hiệu quả của thuốc tương tự như các thuốc ức chế bơm proton khác (PPIs). Nó được đưa vào cơ thể qua đường miệng.
Các tác dụng phụ thường gặp bao gồm táo bón, cảm thấy yếu ớt và viêm họng. Tác dụng phụ nghiêm trọng có thể bao gồm loãng xương, magiê máu thấp, nhiễm trùng Clostridium difficile và viêm phổi. Sử dụng trong thai kỳ và cho con bú là không an toàn. Nó hoạt động bằng cách ngăn chặn H+/K+-ATPase trong các tế bào thành phần của dạ dày.
Rabeprazole được cấp bằng sáng chế vào năm 1986 và được chấp thuận cho sử dụng y tế vào năm 1997. Nó có sẵn như là một loại thuốc gốc. Một tháng cung cấp ở Vương quốc Anh tiêu tốn của NHS khoảng 1 bảng Anh vào năm 2019. Tại Hoa Kỳ, chi phí buôn bán của số thuốc này là khoảng 11 USD. Năm 2016, đây là loại thuốc được kê đơn nhiều thứ 285 tại Hoa Kỳ với hơn một triệu đơn thuốc.

## Sử dụng trong y tế

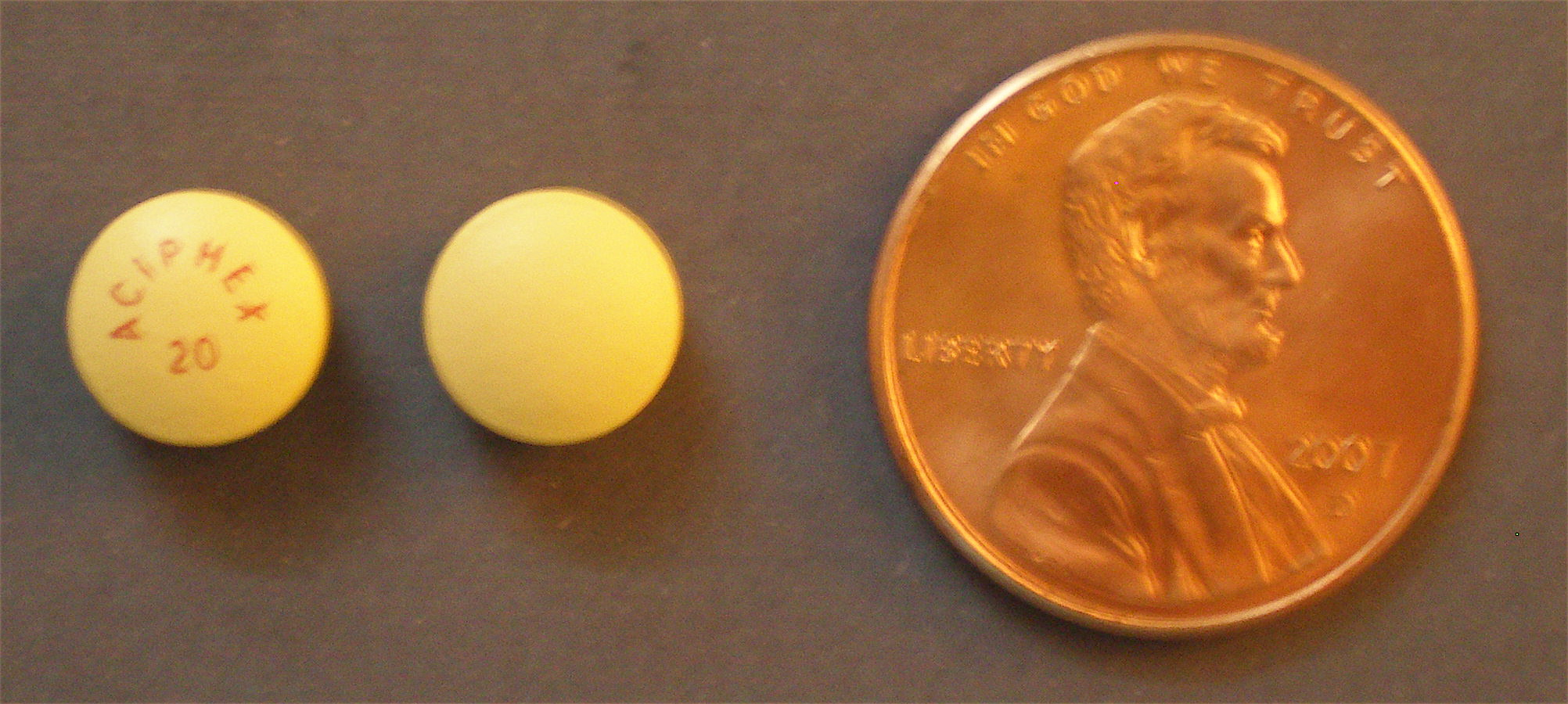
Thương hiệu rabeprazole.

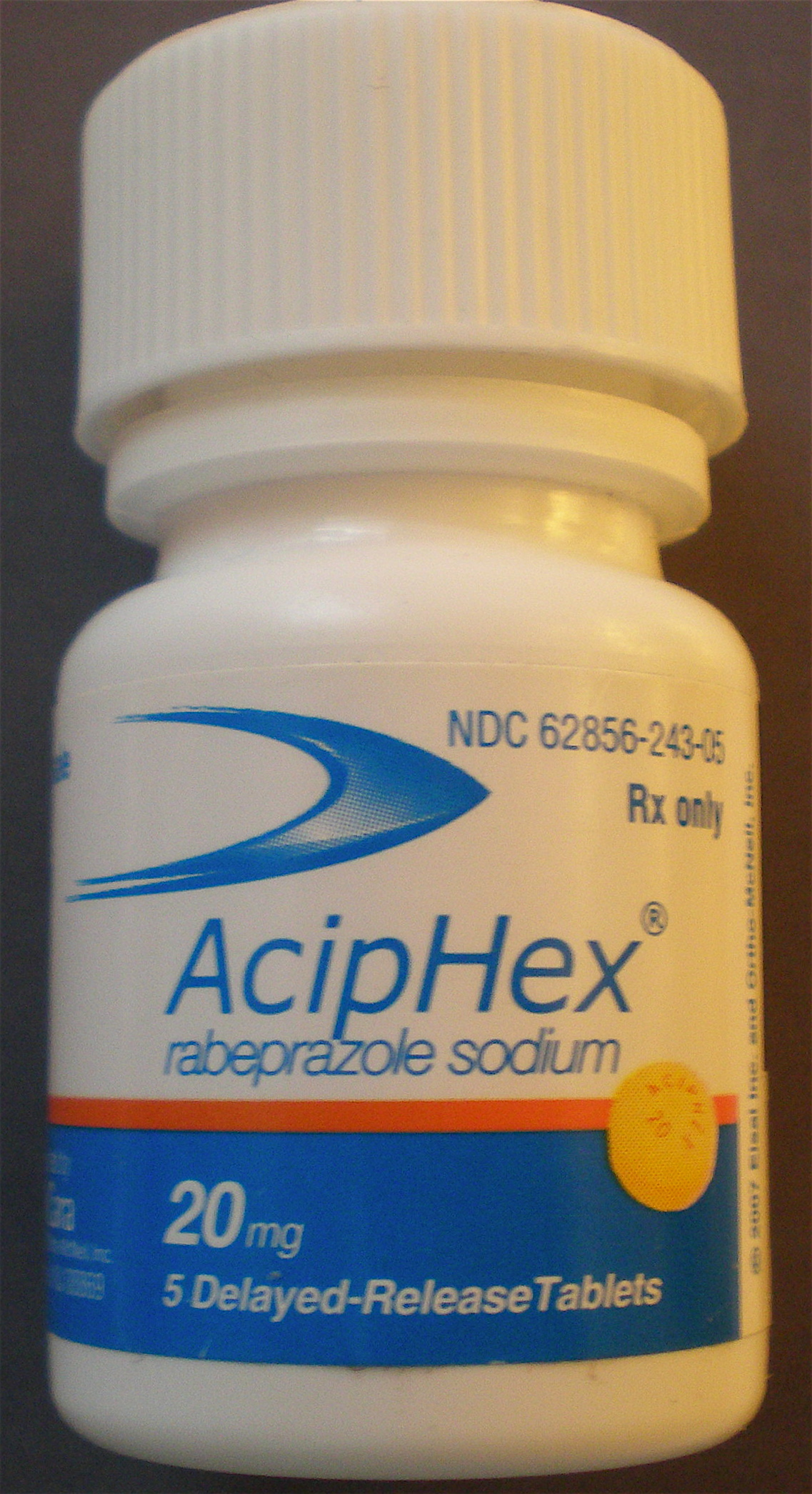
Chai rabeprazole viên 20 mg.

Rabeprazole, giống như các thuốc ức chế bơm proton khác như omeprazole, được sử dụng cho mục đích ức chế axit dạ dày. Tác dụng này có lợi cho việc điều trị và phòng ngừa các tình trạng trong đó axit dạ dày trực tiếp làm nặng thêm các triệu chứng, chẳng hạn như loét tá tràng và dạ dày.  Trong bối cảnh của bệnh trào ngược dạ dày thực quản (GERD), bệnh lý sinh lý được đặc trưng bởi sự tiếp xúc kéo dài với axit dạ dày trong thực quản (thường là do thay đổi trong dạ dày và/hoặc giải phẫu thực quản, chẳng hạn như gây ra bởi béo bụng), Ức chế có thể cung cấp cứu trợ triệu chứng.  Ức chế axit cũng rất hữu ích khi tăng sản xuất axit trong dạ dày, bao gồm cả các tình trạng tiết axit dạ dày dư thừa (điều kiện quá mẫn) như hội chứng Zollinger-Ellison, nhiều u tuyến nội tiết và nhiễm độc tế bào toàn thân.